# Dominique Dunne
Dominique Ellen Dunne (Santa Monica, 23 novembre 1959 – Los Angeles, 4 novembre 1982) è stata un'attrice statunitense, famosa soprattutto per il suo ruolo nel film Poltergeist - Demoniache presenze (1982).

## Biografia
Nipote degli scrittori e sceneggiatori John Gregory Dunne e Joan Didion e sorella dell'attore e regista Griffin Dunne, Dominique crebbe a Los Angeles e in Colorado. Dopo aver passato un anno in Italia, a Firenze, e aver lavorato anche come traduttrice presso l'Istituto nazionale per il commercio estero, decise di intraprendere la carriera di attrice. I suoi primi ruoli furono piccole parti in popolari serie tv come In casa Lawrence, CHiPs e Saranno famosi; dopo tre anni di esperienza riuscì ad ottenere il ruolo di Dana Freeling nel film horror Poltergeist - Demoniache presenze (1982) di Tobe Hooper.
Dopo aver completato le riprese del film, incontrò il cuoco losangelino John Thomas Sweeney; i due iniziarono a vivere insieme, ma - poche settimane dopo la fine della loro relazione - Sweeney strangolò Dominique nel vialetto di casa sua, dopo che lei si era rifiutata di ritornare con lui. L'attrice morì cinque giorni dopo al Cedars-Sinai Medical Centre di Los Angeles e il suo cuore e i suoi reni vennero donati. Aveva 22 anni. Fu sepolta al Westwood Village Memorial Park Cemetery, vicino a Natalie Wood e Heather O'Rourke.
All'epoca Dominique stava girando la miniserie televisiva V - Visitors, ma riuscì a completare solo poche scene prima di morire. La sua parte sarà presa da Blair Tefkin, ma lei è ancora visibile di schiena in una scena, quella in cui i Maxwell osservano il primo arrivo dell'astronave aliena. Per Sweeney l'accusa fu di omicidio colposo e aggressione e fu condannato a 7 anni di carcere (6 anni e mezzo per l'omicidio e 6 mesi per l'aggressione). Fu rilasciato nel 1986, dopo aver scontato 3 anni e 7 mesi.

## Filmografia
- Poltergeist - Demoniache presenze (Poltergeist), regia di Tobe Hooper (1982)